# Gurunhuel
Gurunhuel é uma comuna francesa na região administrativa da Bretanha, no departamento Côtes-d'Armor. Estende-se por uma área de 19,24 km². Em 2010 a comuna tinha 417 habitantes (densidade: 21,7 hab./km²).